# 艾萨克·珀尔马特
艾萨克·珀尔马特（希伯來語：‎，1942年12月1日—）是一位美国犹太裔富商，曾任科莱科、漫威娛樂等多家公司的CEO。